# 亞倫氏猿頭蛤
亞倫氏猿頭蛤（學名：Chama yaroni）是偏口蛤科偏口蛤属之下的一個海洋雙殼綱軟體動物的物種。
本物種的種小名是用來紀念以色列的業餘貝類學家以撒·亞倫（Isaac (Jitzchak) Yaron；1934-1985）。